# 後見草
『後見草』（のちみぐさ）は、杉田玄白による江戸時代の書籍。玄白による警世の書で、天明7年（1787年）成立。上中下の3巻からなる。
書名は古語にある「後見今亦猶今見古」から付けられた（「後見草序」）。
上巻は明暦の大火について書かれた『明暦懲毖録』の再録で、中巻と下巻は宝暦10年（1760年）から天明7年の間に起きた天変地異や世相の転変が記載されている。
幕藩体制の危機が表面化したことなどの他、当時起きた事件についても書かれており、中巻には明和4年（1767年）の明和事件が、下巻には何家もの大名家の屋敷に侵入した盗賊稲葉小僧や、藤枝外記の心中事件も記載されている。